# BCL2L2
Le BCL2L2, ou BCL-W est une protéine appartenant à la famille Bcl-2. Son gène est le BCL2L2 situé sur le chromosome 14 humain.

## Rôles
Il est exprimé dans plusieurs tissus : cerveau, côlon, testicules (intervenant dans la spermatogenèse), cellules sanguines...
Il joue un rôle protecteur sur les cellules lymphoïdes et myéloïdes.
Son expression est diminué par le microARN 15a et est régulé par le MYC.

## En médecine
Il est exprimé dans plusieurs types de cancers : cancer de l'estomac, du côlon, plusieurs lymphomes (dont c'est un marqueur de mauvais pronostic)... favorisant l'extension de ces derniers par son activité anti-apoptose.